# ابن الكتبي
ابن الكتبي (754 هـ / 1353 م)
 هو طبيب، و فقيه أصولي.
هو يوسف بن إسماعيل بن إلياس بن أحمد، أبو المحاسن، نصير الدين الخويي (أو الجويني) الشافعي البغدادي المعروف بابن الكُتْبي.

## حياته
ولد بالمدينة، ونشأ وعاش ببغداد، واختير معيدا بالمستنصرية.

## مؤلفاته
من آثاره: «مالا يسع الطبيب جهله» ، والذي يسمى أيضا «جامع البغدادي».